# Palazzo Zanchi-Giampaolo

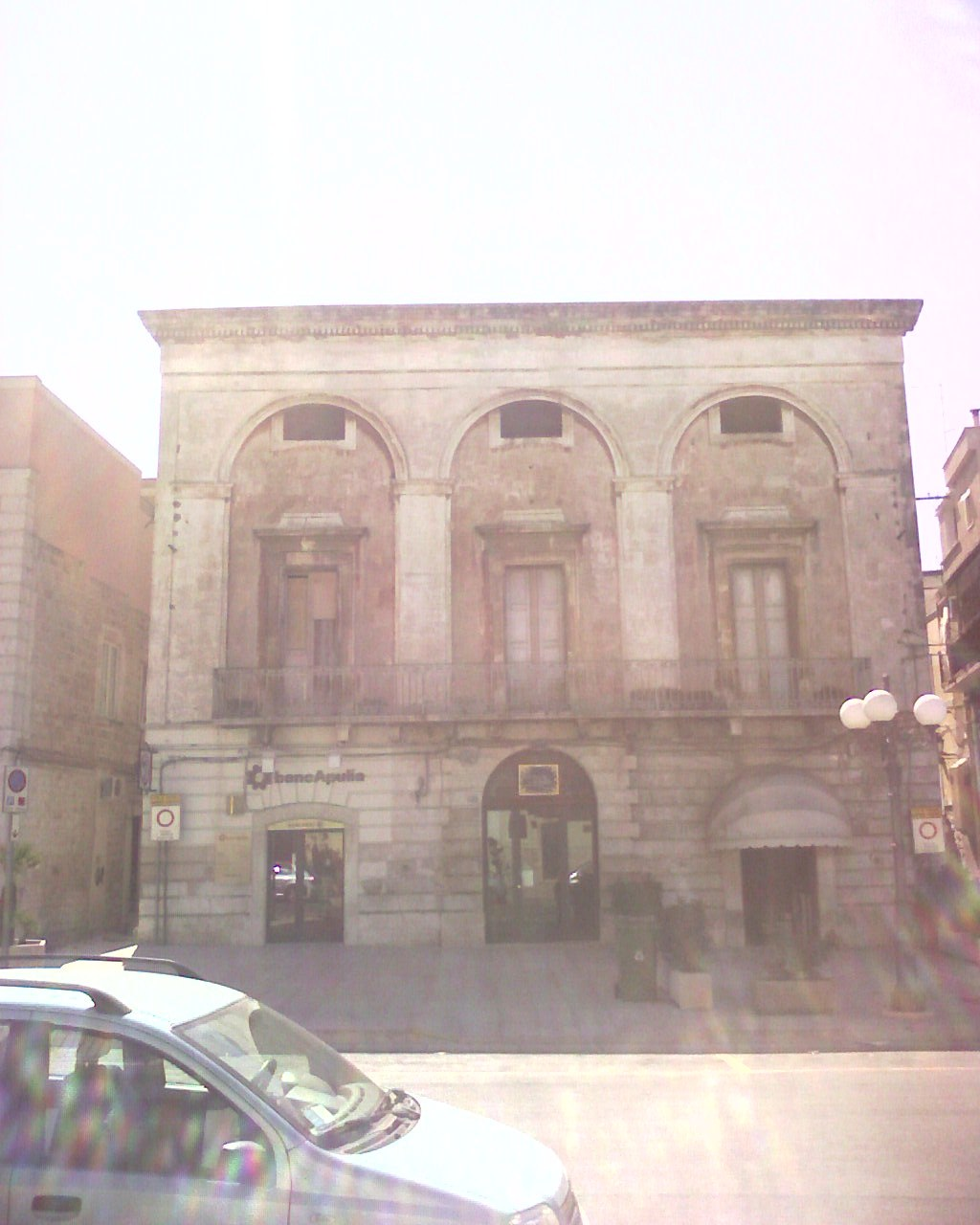
Facciata del palazzo che si trova in Piazza Sedile

Palazzo Zanchi-Giampaolo è un palazzo storico di Modugno (BA) presente in Piazza Sedile.
Non si conosce molto della storia di questo palazzo, ma con certezza è appartenuto alla famiglia Zanchi e, successivamente, alla famiglia Giampaolo.
Il, palazzo è stato costruito nell'Ottocento in stile neoclassico, con sapiente alternanza di elementi rettilinei e curvilinei. Sul livello inferiore, con paramento a liste rettangolari, si apre il grande portone con arco a tutto sesto. Nei due livelli superiori, in pietra liscia, si vedono dei grandi archi in cui si aprono grandi finestre  rettangolari e, nella parte superiore, delle finestrelle rettangolari. La facciata è percorsa da un lungo balcone con ringhiera in ferro battuto. La facciata culmina con una stretta cornice a dentelli.
Tra gli esponenti illustri della famiglia Zanchi si ricorda Antonio Zanchi, pittore barocco della scuola napoletana vissuto nel XVII secolo. Nacque a Modugno nel 1630 da una famiglia di origine bolognese e studiò le tecniche della pittura nella bottega di Luca Giordano. Acquisì una notevole fama e lavorò presso la bottega di Carlo Rosa a Bitonto. 
Altro personaggio illustre della famiglia fu Giuseppe Zanchi, sindaco di Modugno nel 1799 durante i primi mesi della Repubblica Partenopea e durante gli avvenimenti del 1799. Venne destituito dopo la conquista di Napoli da parte dei filoborbonici seguaci del Cardinale Ruffo.